# 光电二极管

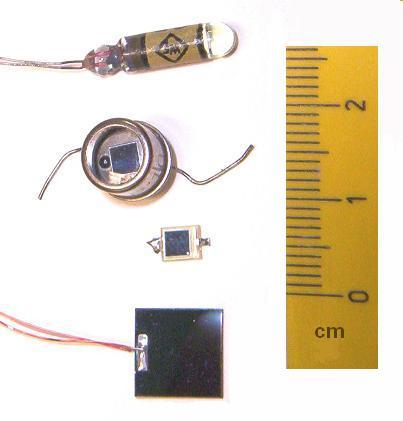
三个硅光电二极管（前三个）以及一个锗光电二极管（最后一个）

光电二极管的符号

光电二极管（英語：photodiode）是一种能够将光根据使用方式，转换成电流或者电压信号的光探测器。常见的传统太阳能电池就是通过大面积的光电二极管来产生电能。
光电二极管与常规的半导体二极管基本相似，只是光电二极管可以直接暴露在光源附近或通过透明小窗、光导纤维封装，来允许光到达这种器件的光敏感区域来检测光信号。许多用来设计光电二极管的二极管使用了一个PIN接面，而不是一般的PN接面，来增加器件对信号的响应速度。光电二极管常常被设计为工作在反向偏置状态。

## 工作原理

光电二极管的工作曲线

一个光电二极管的基础结构通常是一个PN结或者PIN结構。当一个具有充足能量的光子冲击到二极管上，它将激发一个电子，从而产生自由电子（同时有一个带正电的空穴）。这样的机制也被称作是内光电效应。如果光子的吸收发生在结的耗尽层，则该区域的内电场将会消除其间的屏障，使得空穴能够向着阳极的方向运动，电子向着阴极的方向运动，于是光电流就产生了。实际的光电流是暗电流和光照产生电流的综合，因此暗电流必须被最小化来提高器件对光的灵敏度。

### 光电压模式
当偏置为0时，光电二极管工作在光电压模式，这時流出光电二极管的电流被抑制，两端电势差积累到一定数值。
(太陽能電池)

### 光电导模式
当工作在这一模式时，光电二极管常常被反向偏置，急剧的降低了其响应时间，但是噪声不得不增加作为代价。同时，耗尽层的宽度增加，从而降低了结电容，同样使得响应时间减少。反向偏置会造成微量的电流（饱和电流），这一电流与光电流同向。对于指定的光谱分布，光电流与入射光照度之间呈线性比例关系。
尽管这一模式响应速度快，但是它会引发更大的信号噪声。一个良好PIN二极管的泄漏电流很小（小于1纳安），因此负载电阻的约翰逊·奈奎斯特噪声（Johnson–Nyquist noise）会造成较大的影响。

### 其他工作模式
雪崩光电二极管具有和常规光电二极管相似的结构，但是需要高得多的反向偏置电压。这将允许光照产生的载流子通过雪崩击穿大量增加，在光电二极管内部产生内部增益，从而进一步改善器件的响应率。
光电晶体管从根本上来说是一个双极性晶体管被封装在一个透明的箱子里，使得光可以到达其基极、集电极之间的结上。在基极、集电极之间的结上由光子激发的电子被注入到基极，这光电流被晶体管以增益β放大。如果射极没有连接，则光电晶体管就成为了一个光电二极管。光电晶体管的响应时间更长。

## 材料
用于制作光电二极管的材料对于产品属性至关重要，因为只有具备充足能量光子能够激发电子穿过能隙，从而产生显著的光电流。
下表包括了用于制造光电二极管的常见材料：
| 材料     | 电磁波谱 波长范围（纳米） |
| -------- | ------------------------- |
| 硅       | 190–1100                  |
| 锗       | 400–1700                  |
| 砷化铟镓 | 800–2600                  |
| 硫化铅   | <1000–3500                |

由于硅光电二极管具有更大的能隙，因此它在应用过程中产生的信号噪声比锗光电二极管小。

## 性能参数
光电二极管的一些关键性能参数包括以下几项。

### 响应率

一个硅光电二极管的响应特性与突发光照波长的关系

响应率定义为光电导模式下产生的光电流与激发光照的比例，单位为安培/瓦特（A/W）。响应特性也可以表达为量子效率），即光照产生的载流子数量与激发光照光子数的比例。

### 暗电流
在光电导模式下，当不接受光照时，通过光电二极管的电流被定义为暗电流。暗电流包括了辐射电流以及半导体结的饱和电流。暗电流必须预先测量，特别是当光电二极管被用作精密的光功率测量时，暗电流产生的误差必须认真考虑并加以校正。

### 响应时间
一个光子被半导体材料吸收，将会产生一对电子-空穴对，并在偏压电场的作用下分别向两个相反的方向运动，进而产生电流。电流产生时间受到载流子渡越时间限制，可通过Ramo定理进行估算。同时，光电二极管的电阻和电容与外电流产生另一个时间响应，称为RC时间常数。RC进一步延迟了器件的响应。在光通信系统中，器件的响应时间决定了可接受光信号的调制频率。

### 等效噪声功率
等效噪声功率（英語：Noise-equivalent power, NEP）是指能够产生光电流所需的最小光功率，与1赫兹时的噪声功率均方根值相等。与此相关的一个特性被称作是探测能力（detectivity, D），它等于等效噪声功率的倒数。等效噪声功率大约等于光电二极管的最小可探测输入功率。
当光电二极管被用在光通信系统中时，这些参数直接决定了光接收器的灵敏度，即获得指定比特误码率的最小输入功率。

## 应用
PN结型光电二极管与其他类型的光探测器一样，在诸如光敏电阻、感光耦合元件以及光电倍增管等设备中有着广泛应用。它们能够根据所受光的照度来输出相应的模拟电信号（例如测量仪器）或者在数字电路的不同状态间切换（例如控制开关、数字信号处理）。
光电二极管在消费电子产品，例如CD播放器、烟雾探测器以及控制电视机、空调的红外线遥控设备中也有应用。对于许多应用产品来说，可以使用光电二极管或者其他光导材料。它们都可以被用于测量光，常常工作在照相机的测光器、路灯亮度自动调节等。
所有类型的光传感器都可以用来检测突发的光照，或者探测同一电路系统内部的发光。光电二极管常常和发光器件（通常是发光二极管）被合并在一起组成一个模块，这个模块常被称为光电耦合元件。如果这样就能通过分析接收到光照的情况来分析外部机械元件的运动情况（例如光斩波器）。光电二极管另外一个作用就是在模拟电路以及数字电路之间充当中介，这样两段电路就可以通过光信号耦合起来，这可以提高电路的安全性。
在科学研究和工业中，光电二极管常常被用来精确测量光强，因为它比其他光导材料具有更良好的线性。
在医疗应用设备中，光电二极管也有着广泛的应用，例如X射线计算机断层成像以及脉搏探测器。
PIN结型光电二极管一般不用来测量很低的光强。如果弱光情况下需要高灵敏度探测器，雪崩光电二极管、感光耦合元件或者光电倍增管就能发挥作用，例如天文学、光谱学、夜视设备、激光测距仪等应用产品。

### 与光电倍增管的比较
比光电倍增管更加优越的特性：
1. 更好的线性
2. 从190纳米到1100纳米（硅）的响应光谱范围
3. 低噪声
4. 被加固以适应机械挤压
5. 价格低廉
6. 结实但自重较轻
7. 使用寿命长
8. 无需高压电源即可工作

缺点：
1. 面积太小
2. 没有内部增益（雪崩光电二极管除外，而且即使是雪崩光电二极管，其内部增益也通常只有102–103 ，远低于光电倍增管的108数量级
3. 总的来说灵敏度更低
4. 只有具有特殊设计的产品才能对光子进行计数
5. 许多产品设计的响应时间更慢

## 光电二极管组
一个由上千个光电二极管组成的一维管组可以用来构成位置传感器、角度传感器。